# 东嘉州
东嘉州，唐朝的州，在今浙江省温州市。
武德五年（622年）分括州置东嘉州，以永嘉县为名，治所在永嘉县（今浙江省温州市）。辖境当今浙江温州市，永嘉县、乐清县二县，飞云江及鳌江流域。武德六年（623年）归辅公祏建立的宋。武德七年（624年）归唐，属于括州都督府。贞观元年（627年）废东嘉州，地入括州。
| 唐朝东嘉州辖县 | 唐朝东嘉州辖县                                         |
| -------------- | ------------------------------------------------------ |
| 622年          | 永嘉县、永宁县、安固县、横阳县、乐成县                 |
| 624年          | 永嘉县、永宁县、安固县、横阳县（废除乐成县）           |
| 627年          | 废除东嘉州，永嘉县、安固县改属括州，废除永宁县、横阳县 |

唐朝东嘉州刺史
- 周孝节（武德年间）